# Herrschaft Batrun
Die Herrschaft Batrun (auch  le Boutron, Botron, Botroun, Botoron; arabisch البترون, DMG al-Batrūn) war zur Zeit der Kreuzzüge eine Lehensherrschaft in der Grafschaft Tripolis. Das Zentrum der Herrschaft bildeten die namensgebende Stadt Batrun. Die Herrschaftsgebiet lag zwischen den Herrschaften Nephin im Norden und Gibelet im Süden. Ca. 3 km nordöstlich liegt die Kreuzfahrerburg Le Puy.

## Geschichte
Die Kreuzfahrer eroberten die Gegend um 1109 im Nachgang des Ersten Kreuzzugs. Bald wurde Batrun zu einer eigenständigen Herrschaft erhoben. Als erster Herr von Batrun wird ab 1115 der provencalische Ritter Raimund von Agoult (Raymond d’Agoult) erwähnt. Die Kreuzfahrer befestigten die Stadt und errichteten am Hafen als Zitadelle eine steinerne Kreuzfahrerburg, von der heute nur wenige Mauerreste erhalten sind. Ab 1174 sind die Herren von Batrun durch die Chronik des Genuesen Luigi Tommaso überliefert, damals war Wilhelm Dorel Herr von Batrun, ein Sohn oder Schwiegersohn Raimunds. 1187 bis ca. 1197 war die Herrschaft von den Ayyubiden besetzt. Nachdem 1289 die Stadt Tripolis von den Mamluken unter Sultan Qalawun erobert worden war, und dieser nun Batrun bedrohte, wurde Batrun kampflos geräumt und die Herrschaft fiel endgültig an die Muslime.

### Herren von Batrun
- vor 1174: Raimund von Agoult
- bis 1174: Wilhelm Dorel († 1174) ⚭ Stephanie von Milly
- 1174–1181/1206: Cäcilia (Lucie) († 1181) deren Tochter ⚭ 1174 Plebanus (Plivain) († 1206), ein pisanischer Kaufmann aus Tripolis
- 1206–1244: Isabella, deren Tochter ⚭ Bohemund († 1244), Sohn des Bohemund III. von Antiochia
- 1244–1262: Wilhelm (II.), deren Sohn († 1262) ⚭ Agnes von Sidon, Tochter des Balian Garnier
- 1262–1277: Johann († 1277), deren Sohn ⚭ Lucie Embriaco von Gibelet
- 1277–1289: Rudolf (Rostain) († nach 1282), dessen Vetter